# Nuctenea umbratica
Nuctenea umbratica (Clerck, 1876) è un ragno appartenente alla famiglia Araneidae.

## Distribuzione

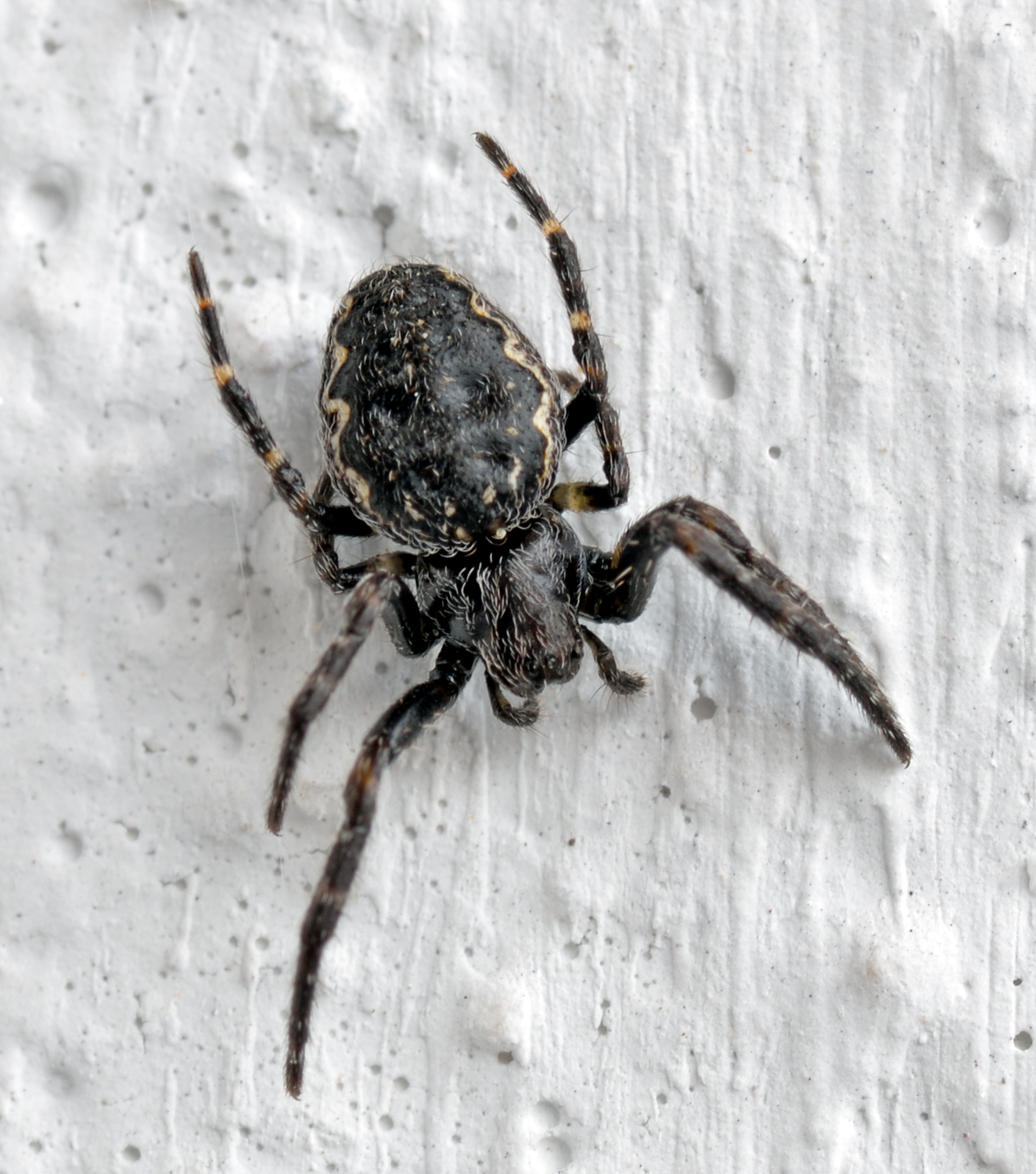
Esemplare femmina

La specie è stata rinvenuta in diverse località della regione compresa fra l'Europa e l'Azerbaigian.

## Tassonomia
Non sono stati esaminati esemplari di questa specie dal 2005
Attualmente, a dicembre 2013, sono note due sottospecie:
- Nuctenea umbratica nigricans Franganillo, 1909 - Portogallo
- Nuctenea umbratica obscura Franganillo, 1909 - Portogallo